# Villaverde de Guadalimar
Villaverde de Guadalimar (antiguamente Villaverde) es un municipio y localidad española de la provincia de Albacete, en la comunidad autónoma de Castilla-La Mancha. El término municipal, ubicado en la comarca de la sierra de Alcaraz, tiene una población de 310 habitantes (INE 2024). 
Está formado por la localidad homónima (cabecera municipal) y las pedanías de El Bellotar, Campillo, La Resinera, Venta del Tabaquero, Carrascosa y Venta de Mendoza. Parte del término se integra en el parque natural de los Calares del Río Mundo y de la Sima. Su extensión es de 69,08 km² y en 2020, según datos del INE, tenía una población de 325 habitantes.
Junto a las localidades de Villapalacios, Bienservida, Riópar y Cotillas, forma parte del Señorío de las Cinco Villas, subcomarca histórica dentro de la misma sierra de Alcaraz.

## Geografía

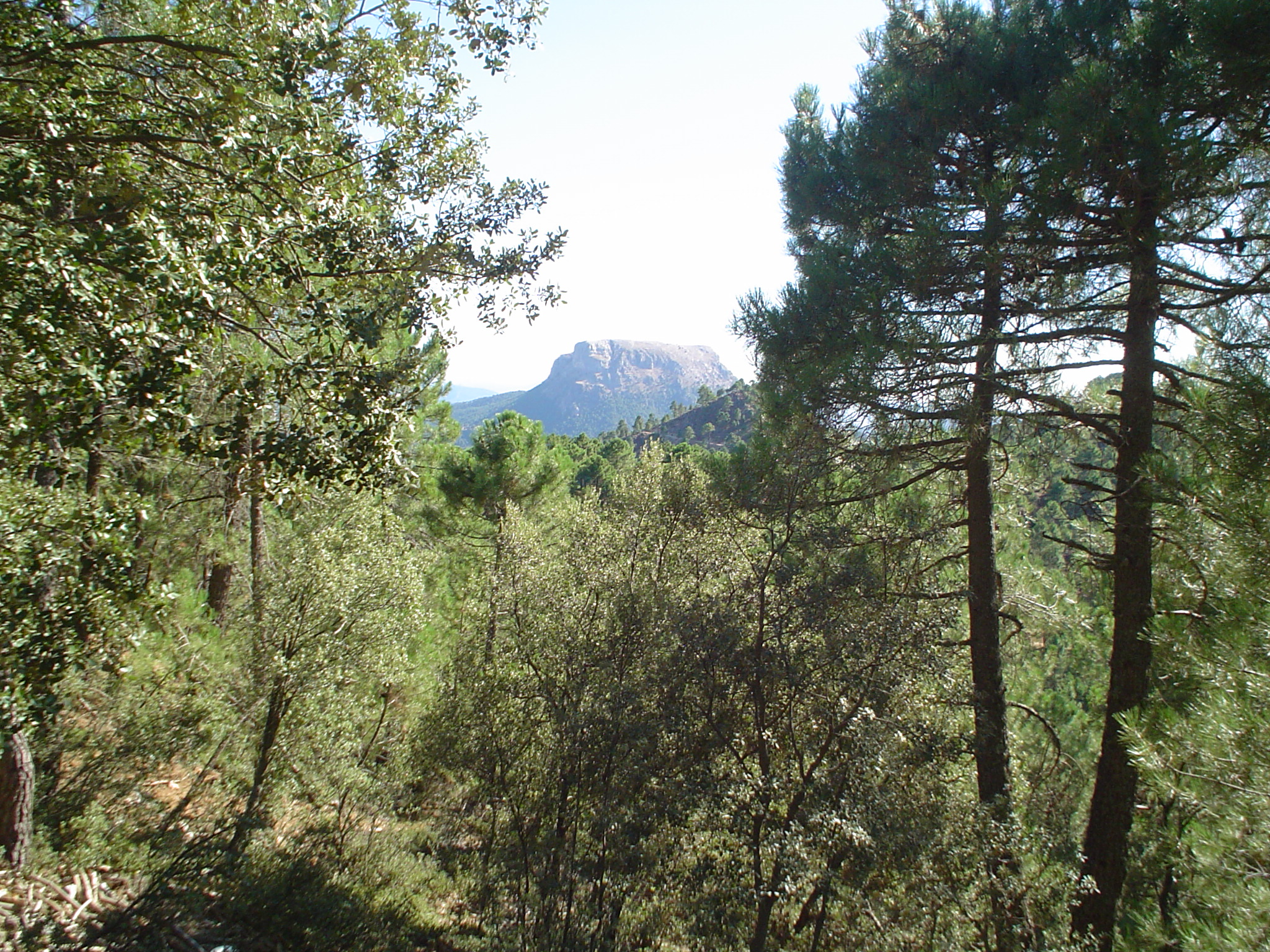
Piedra del Cambrón.

El municipio está situado al sureste de la península ibérica. El terreno que ocupa el municipio es montañoso, donde destacan el macizo del Padrón (pico de La Sarga, 1769 m) al norte, el Padroncillo (1587 m) al este, y la Piedra del Cambrón (1552 m) al oeste. Hacia el sur, el terreno es más suave, constituyendo la cabecera del río Guadalimar, el cual se forma por la unión del Arroyo del Tejo y el de la Vaqueriza; a partir de aquí, el Guadalimar fluye hacia el suroeste hasta entrar en la provincia de Jaén, tras recibir los arroyos de Carrascosa por la margen derecha, y de Cotillas y Arroyo Frío por la izquierda. la localidad se encuentra a unos 125 km al suroeste de la capital provincial.

## Clima
El clima es mediterráneo, de matiz continental, con veranos cálidos (unos 24 °C de media en julio) e inviernos fríos (unos 5 °C de media en enero). Las precipitaciones son abundantes, con una media de 891,4 mm anuales de media para el período 1942-1975, con máximo en diciembre (135,1 mm) y mínimo en julio (11,7 mm).

## Flora y fauna
La vegetación se compone en su mayor parte de pinares (pino carrasco y negral), existiendo otras especies con menor presencia como el quejigo y el tejo. En cuanto a la fauna, destaca la cabra montés y el jabalí.

## Historia
El territorio del actual municipio de Villaverde de Guadalimar ya se hallaba poblado desde el Neolítico, aunque destacaba más por ser tierra de paso (como lo atestiguan la vía romana que comunicaba Cástulo con Sagunto o la Cañada Real de Andalucía), y también por ser coto de caza o reserva de madera.
Si bien las crónicas y descripciones de época moderna no aclaran el origen de la actual población de Villaverde, el trazado de las calles revela su existencia ya en época musulmana.
Sería tras la conquista de Alcaraz por Alfonso VIII en 1213, cuando Villaverde pasó a ser aldea del recién creado concejo de Alcaraz, hasta que tras la toma de Huéscar (1436) es entregada por Juan II a Rodrigo Manrique de Lara, conde de Paredes, pasando así a formar parte del Señorío de las Cinco Villas, junto a Bienservida, Riópar, Villapalacios y Cotillas hasta su disolución en el siglo XIX.
En el siglo XVI, Villaverde de Anbas Aguas (que es como se conocía a la villa en esta época) fue, junto a Albacete y Alcaraz, la localidad de la actual provincia de Albacete que más emigrantes proporcionó para la colonización de América, principalmente hacia Cuba y Nueva España.
En el siglo XVIII, la nueva división administrativa de España hace que Villaverde de Guadalimar pase a formar parte de la provincia de La Mancha hasta 1833, en que se incorpora a la provincia de Albacete, dentro del partido judicial de Alcaraz.
El 31 de agosto de 1907, a pocos kilómetros de Villaverde en dirección Riópar, en un paraje montañoso de olivares, se produce la captura y muerte del bandolero andaluz Francisco Ríos, El Pernales, y de su compañero El Niño del Arahal a manos de la Guardia Civil, cuando huían a Valencia para embarcar hacia América. A partir de entonces, nació la leyenda mitificada que ha llegado a nuestros días, del bandolero que robaba dinero a los ricos para entregárselo a los pobres.
En el siglo XX, destaca el motín de subsistencia de 1914 con características propias del Antiguo Régimen. 
Hasta la reforma de la nomenclatura municipal de 1916 el municipio se llamaba simplemente Villaverde. En dicha fecha su nombre fue modificado por el de Villaverde de Guadalimar.
A partir de 1940, finalizada la Guerra Civil, es cuando comienza la emigración de gran parte de la población hacia zonas más prósperas, con la consecuente despoblación del municipio y el envejecimiento de la población como característica demográfica más destacada en la actualidad.

## Geografía humana

### Demografía
Cuenta con una población de 310 habitantes (INE 2024).
| Gráfica de evolución demográfica de Villaverde de Guadalimar entre 1842 y 2021 |
| |
| Población de derecho según los censos de población del INE Población de hecho según los censos de población del INEEn estos censos se denominaba Villaverde: 1842, 1857, 1860, 1877, 1887, 1897, 1900 y 1910 |

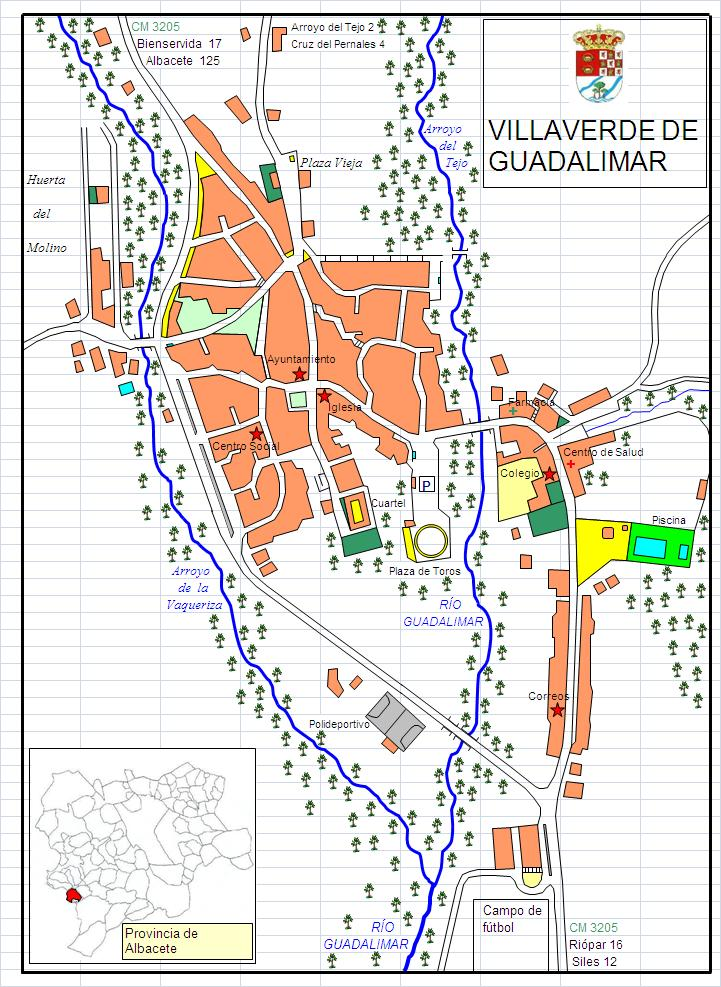
Plano de Villaverde de Guadalimar.

La población está en fuerte retroceso, descendiendo de forma continua a partir del máximo histórico alcanzado en 1940 (1728 habitantes), hasta los 349 habitantes en 2017. Esto se debe al movimiento emigratorio que comenzó tras la Guerra Civil, y que se prolongó durante las décadas siguientes, en las que buena parte de la población del municipio se fue a lugares como Barcelona, Madrid, la zona levantina, Baleares o Albacete, en busca de trabajo en la industria y, sobre todo, en los servicios. Se trataba de población joven, lo que contribuyó al progresivo envejecimiento de la población, cuyas consecuencias son apreciables en la actualidad y constituyen un problema para el desarrollo económico.
| 1900 | 1910 | 1920 | 1930 | 1940 | 1950 | 1960 | 1970 | 1975 | 1981 | 1986 | 1991 | 1996 | 2001 | 2006 | 2015 | 2016 | 2017 |
| ---- | ---- | ---- | ---- | ---- | ---- | ---- | ---- | ---- | ---- | ---- | ---- | ---- | ---- | ---- | ---- | ---- | ---- |
| 1090 | 1021 | 1164 | 1397 | 1728 | 1653 | 1524 | 1171 | 973  | 809  | 747  | 667  | 570  | 506  | 445  | 373  | 359  | 349  |

### Economía
Históricamente la economía del municipio se basó en la resina de los pinos, existiendo una fábrica para su tratamiento en la aldea de La Resinera.
La economía del municipio se basa en las actividades primarias (agricultura, ganadería y explotación forestal), destacando el cultivo del olivo y la producción de aceite en la cooperativa que comparte con el vecino municipio de Cotillas.
Desde la década de 1990 ha ido adquiriendo importancia el turismo rural, creando una infraestructura turística a tal efecto (casas rurales, cabañas, restaurantes, zonas de acampada, etc.), impulsada también por la declaración del parque natural de los Calares del Río Mundo y de la Sima.

## Monumentos y lugares de interés
En la actualidad, salvo las ruinas del convento franciscano, no se conservan los restos del castillo o ciudadela que dominaba la parte alta de la villa (fue derribada en la década de 1930 para construir la Casa Cuartel de la Guardia Civil), así como tampoco de las ermitas, ni de la iglesia románica (siglo XII), que fue hundida a finales de la década de 1970 (con el pretexto de su mal estado de conservación) para levantar la actual parroquia de San Mateo.
- Convento de San Francisco: en 1477, Pedro Manrique, segundo conde de Paredes de Nava, obtiene la bula papal para su fundación, tomando posesión los frailes franciscanos en 1486. Llegó a tener gran influencia sobre esta zona de la sierra y, según Madoz, tenía pinturas de gran calidad. Sin embargo, hoy sólo se pueden ver unas pocas ruinas (el sótano y algún arco de lo que fueron sus cimientos), puesto que sus piedras fueron utilizadas en la década de 1940 para la construcción de los muros de contención en algunas calles y de otros edificios como las antiguas escuelas.Los Picarazos.

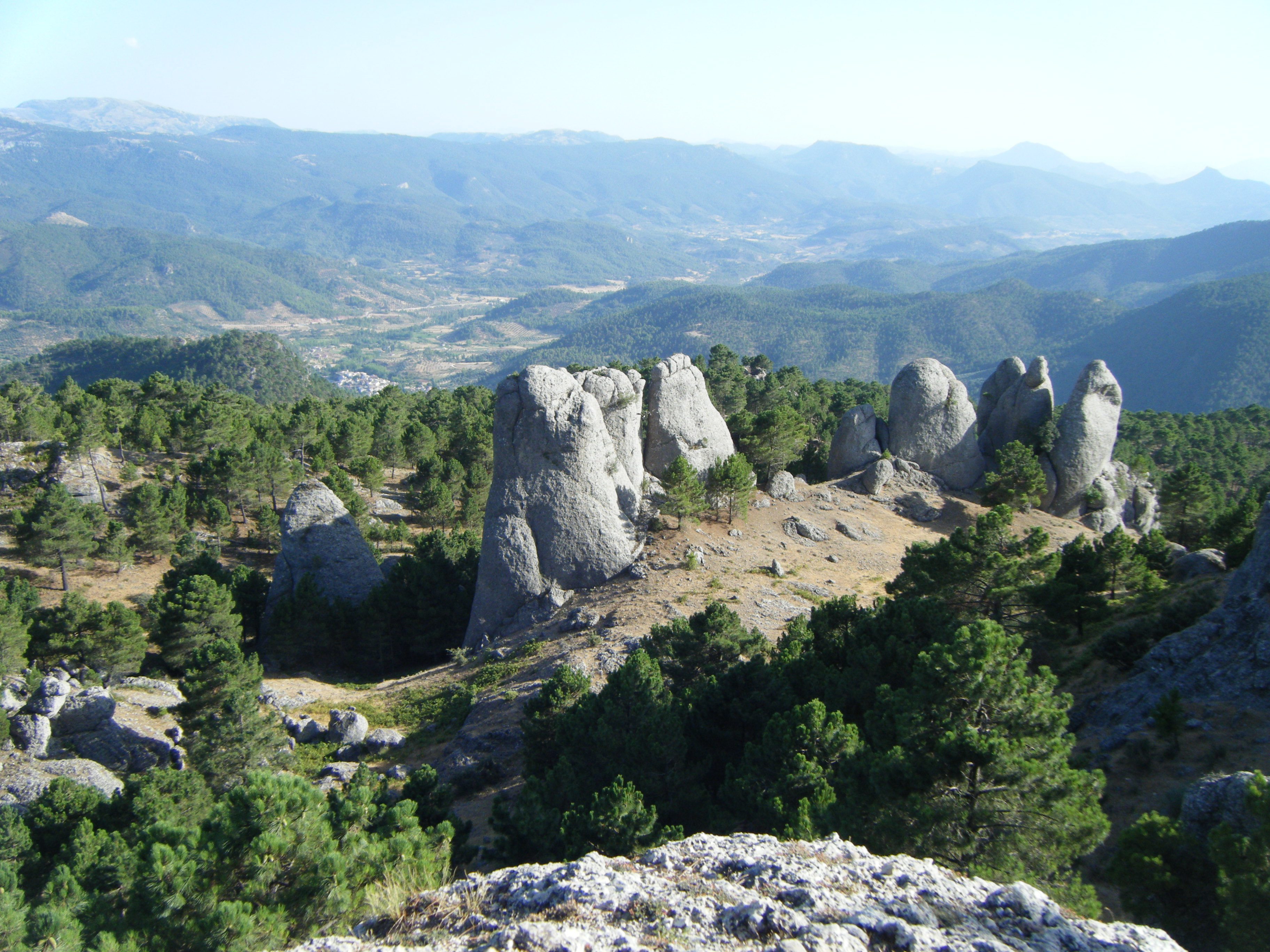
Los Picarazos.

- Los Picarazos: curiosa formación geológica, al pie del pico de la Sarga, en su parte sur, con formas y siluetas características (como las que recuerdan a frailes, de ahí que también se los conozca como Los frailes). Cerca de aquí, junto al camino que baja hasta Villaverde, hay un tejo centenario, siendo uno de los pocos que aún quedan en la sierra de Alcaraz.

- Cruz de El Pernales: a unos 5 km del pueblo, en el paraje conocido como Prado de la Rosinda, hay una cruz de madera y una esquela, sobre un montículo de piedras, recordando el lugar en que fue abatido este bandolero junto al Niño del Arahal el 31 de agosto de 1907. Alrededor se pueden observar las antiguas cruces (marcadas en el tronco de los pinos) que señalaban el lugar antes de erigirse la cruz.

- El Salero: antiguas salinas localizadas en la Dehesa de Santiago, cerca del límite provincial con Jaén, junto a la CM-3204. En funcionamiento desde, al menos, el siglo XIII, pertenecieron al Estado desde mediados del siglo XVI (1564) hasta su venta en la Desamortización (1871). Cesaron su actividad a principios de los años 1980. Actualmente quedan los manantiales, las balsas de almacenamiento y unas pocas eras de cristalización; el resto, incluida la Casa-Almacén, fue destruido a principios de este siglo para la construcción de una discoteca al aire libre.

## Fiestas
- Fiestas patronales de San Mateo, que se celebran durante la tercera semana de septiembre siendo el día 21 de septiembre el día del patrón. Principalmente lo que más atrae a la gente a las fiestas de Villaverde son sus tradicionales encierros de toros por las calles de la localidad.

- Alrededor del  segundo fin de semana del mes de mayo en la pedanía de El Bellotar se celebra una romería en honor a la Virgen de Fátima.(Esto depende de cada año)

## Gastronomía
- Gazpachos manchegos.
- Ajopringue o ajo mataero.
- Migas ruleras.
- Pisto manchego.
- Atascaburras.

## Otros datos
- La antigua denominación de Villaverde de Guadalimar era la de Villaverde de Anbas Aguas, por ser los dos ríos que se unen en la localidad (el Arroyo del Tejo y el de la Vaqueriza), uno de agua dulce y el otro de agua salada. También se dice que antes se llamó El Pozo, por estar en un valle rodeada de montes casi en su totalidad.

- La Dehesa de Santiago es el único territorio compartido (mancomunado) que administran dos municipios distintos en la provincia de Albacete. Cuenta la tradición, recogida en las crónicas del siglo XVI, que allí vivían los habitantes que, tras la mortalidad que causaba una fuente, se trasladaron a vivir a Villaverde y Cotillas, siendo el origen de estas dos poblaciones; desde entonces, la dehesa quedó compartida por ambos municipios.